# Pudhota Chinniah Balaswamy
Pudhota Chinniah Balaswamy (* 10. Oktober 1928 in Valarpuram, Britisch-Indien; † 24. September 2009 in Chennai, Tamil Nadu, Indien) war römisch-katholischer Bischof von Nellore.

## Leben
Balaswamy wurde am 24. April 1955 zum Priester geweiht. Am 17. Dezember 1973 wurde er durch Papst Paul VI. zum Bischof von Nellore ernannt. Der Erzbischof von Madras-Mylapore, Anthony Rayappa Arulappa, weihte ihn am 19. März des nächsten Jahres zum Bischof; Mitkonsekratoren waren Saminini Arulappa, Erzbischof von Hyderabad, und Bala Shoury Thumma, emeritierter Bischof von Nellore.
Am 7. Dezember 2006 nahm Papst Benedikt XVI. seinen altersbedingten Rücktritt an. Im Alter von 80 Jahren starb er am 24. September 2009.
Er hatte engen Kontakt zur Schönstatt-Bewegung.